# Wubin
Wubin är en ort i Australien. Den ligger i kommunen Dalwallinu och delstaten Western Australia, omkring 220 kilometer norr om delstatshuvudstaden Perth.
Trakten runt Wubin är nära nog obefolkad, med mindre än två invånare per kvadratkilometer.. Närmaste större samhälle är Dalwallinu, omkring 20 kilometer söder om Wubin.
Trakten runt Wubin består till största delen av jordbruksmark. Genomsnittlig årsnederbörd är 373 millimeter. Den regnigaste månaden är september, med i genomsnitt 55 mm nederbörd, och den torraste är december, med 13 mm nederbörd.